# La Torre (tarocchi)

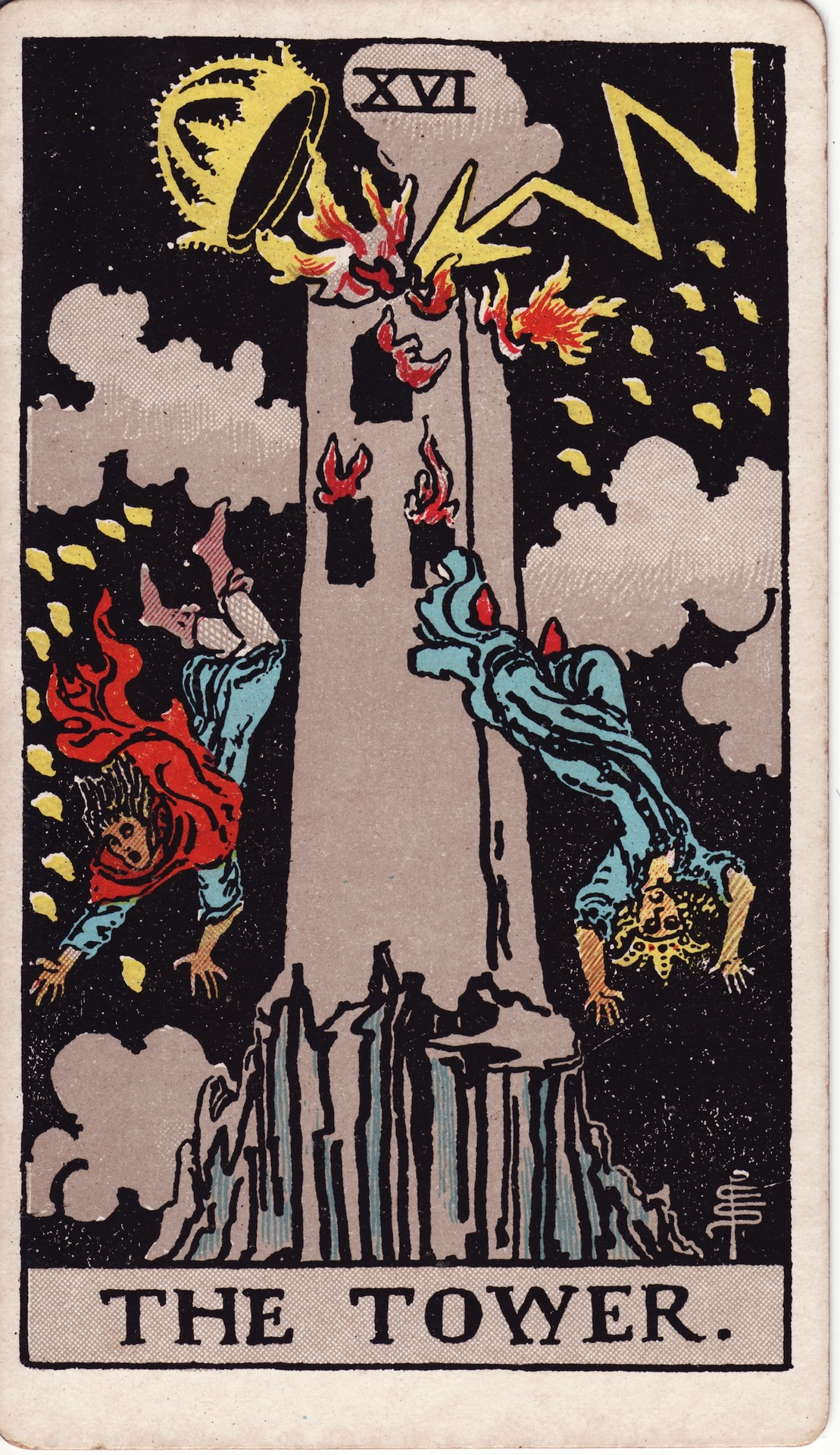
La torre nei tarocchi Rider-Waite (1909).

La Torre è la sedicesima carta degli arcani maggiori dei tarocchi.

## Rappresentazioni
Nei tarocchi Rider-Waite la carta raffigura una montagna con una torre, con una corona in cima, colpita dal fulmine. Due personaggi, di cui uno incoronato, cadono dalla torre.
Nella tradizione più antica, vale a dire nell'Italia del Quattrocento, questa figura era chiamata "La Sagitta", vale a dire "la Saetta" o "il Fulmine", espressione di una punizione divina. Lo si legge nel Sermone de ludo cum aliis, manoscritto di un predicatore risalente attorno al 1490-1500. Solo più tardi, in Francia, la carta viene definita come La Maison Dieu ("La casa Dio") e raffigurata come una torre circondata da oggetti sferici, forse betili, e scoperchiata da una fiamma che scende dal cielo. L'esempio più antico si trova nel Tarot Noblet stampato a Parigi verso il 1650 e sarà poi ripreso, qualche decennio più tardi, nei Tarocchi cosiddetti "di Marsiglia". 

## Simbolismo
La carta simboleggia la superbia e la presunzione, che vengono punite con il castigo. Secondo questa lettura rappresenterebbe la Torre di Babele, abbattuta dal fulmine divino. Nella lettura dei tarocchi questa carta preannuncia al consultante qualcosa di molto forte, in grado di scombussolare l'esistenza, e di improvviso. Come tutti gli arcani maggiori, la carta muta il suo significato a seconda del verso della carta: dritto o capovolto.
La torre è però anche una risoluzione, uno sblocco improvviso di una situazione che fino a poco prima sembrava immutabile. In questo senso la carta può essere positiva, la risoluzione di un problema, oppure negativa, un avvenimento catastrofico che scombussola la quotidianità. Questo arcano, spesso, può portare buone notizie, perché per uscire da una situazione di immobilismo molto spesso serve un scombussolamento forte che rimescoli tutte le carte in tavola. Allo stesso modo però, quando la torre è un ostacolo ne rappresenta uno particolarmente grosso. 
La torre è il fondo del pozzo, il cambiamento radicale che deve essere accettato per lasciare che si presenti la risoluzione. Questa carta è infine libertà, soprattutto libertà interiore, e rappresenta una fortissima energia vitale: improvvisa e prorompente.
In amore la torre può voler dire anche un colpo di fulmine, un incontro improvviso che mai ci si sarebbe aspettati; ma allo stesso modo significa anche una crisi che porta con sé un'imprescindibile chiarificazione dando una nuova via alla relazione, oppure, quando il rapporto è diventato insoddisfacente, una rottura definitiva, dolorosa ma benefica.
A livello lavorativo questo arcano rappresenta una sconfitta, un progetto non andato a buon fine o con conseguenze diverse da quelle che ci si aspettava; non si tratta di un evento totalmente negativo però perché proprio questa caduta potrà mostrare nuove possibilità al consultante. In questo senso può segnalare però anche riconoscimenti di studio e di professione, spesso relative a lavori in ambito di architettura o che concernono case. Se capovolta può voler dire anche un licenziamento o la rottura di un contratto, oppure per gli studenti la bocciatura ad un esame. 
Gli individui rappresentati dalla torre sono solitamente persone ribelli e intraprendenti che entrano nella vita degli altri in maniera improvvisa e, proprio come un uragano, portano con sé enormi sconvolgimenti, nel bene o nel male. Se capovolta, l'individuo in questione è collerico e materialista, spesso un nemico spietato deciso a fare del male e mettere i bastoni tra le ruote al consultante.
Come tutti gli arcani subisce l'influenza delle carte vicine, risultandone attenuata o accentuata; la torre è però una carta molto più forte quando nel gioco esce capovolta piuttosto che dritta, e ha un effetto molto veloce: fino a due settimane per manifestare l'evento preconizzato e massimo tre mesi perché il suo effetto si esaurisca.